# APOBEC3D
APOBEC3D‏ (Apolipoprotein B mRNA editing enzyme catalytic subunit 3D) هوَ بروتين يُشَفر بواسطة جين APOBEC3D في الإنسان.